# Dấu ấn của quỷ
Dấu ấn của quỷ là bộ phim điện ảnh Việt Nam năm 1992, do Việt Linh đạo diễn, theo kịch bản của Phạm Thùy Nhân. Bộ phim giành được 3 giải tại Liên hoan phim Việt Nam lần thứ 10, một giải của Hội điện ảnh Việt Nam và 3 giải thưởng quốc tế khác. Bộ phim cũng đánh dấu vai diễn chính đầu tiên của Ngọc Hiệp trong một phim điện ảnh và là bộ phim điện ảnh thứ hai mà Việt Linh và Phạm Thùy Nhân hợp tác.

## Nội dung
Trên một vùng đất giả tưởng, một cô gái sinh ra với đặc biệt khác biệt trên cơ thể, đồng bào của cô tin rằng cô là hiện thân của quỷ dữ. Họ cách ly và đày cô xuống giếng, may mắn thay, một ông lão bị cùi đã cứu và nuôi dưỡng cô. Vài năm sau, một tù nhân trẻ lạc đến chỗ họ, cô gái và người thanh niên này có tình cảm với nhau.
Không lâu sau dân làng của cô gái phát hiện ra nơi ở của 3 người, lúc này cô gái đã có thai, dân làng kéo đến đòi giết cô gái. Trong thời khắc nguy hiểm, đứa bé đuợc sinh ra, nhưng, nó cũng có đặc điểm khác thường như người mẹ.

## Phân vai
- Ngọc Hiệp vai Cô gái
- Đơn Dương vai Người tù
- Lê Cung Bắc vai Lão cùi
- Tường Vân vai Bà mụ
- Nam Anh vai Thằng bé
- Bé Ti Ti vai Cô gái lúc nhỏ

## Hậu trường

### Sản xuất
Sau thành công của bộ phim Gánh xiếc rong, năm 1992, đạo diễn Việt Linh muốn chuyển thể một tác phẩm của Chu Lai nhưng vì một số lí do mà kế hoạch không thành. Khi bà dự định trở về Pháp thì nhà biên kịch Phạm Thùy Nhân gợi ý về kịch bản mới, câu chuyện xoay quanh ba nhân vật bị xã hội ruồng bỏ nhưng vẫn toát lên sự yêu đời, nhân từ.
Sau khi thống nhất ý tưởng và lên kịch bản tóm tắt, đạo diễn Việt Linh và nhà quay phim Đoàn Quốc lên đường tìm bối cảnh cho bộ phim, còn Phạm Thùy Nhân gấp rút hoàn tất kịch bản trong hai tuần. Mọi bối cảnh chính được chọn tại Bình Thuận như Duồng, xã Chí Công, La Gàn, lăng vạn Bình Thạnh, huyện Tuy Phong và một số cảnh khác tại Bàu Trắng, huyện Bắc Bình.
Nhân vật cô gái ban đầu được đạo diễn Việt Linh chọn cho diễn viên Thủy Tiên, từng hợp tác với bà trong bộ phim Vị đắng tình yêu của  Lê Xuân Hoàng. Sau khi Thủy Tiên rút lui vài phút chót, diễn viên Ngọc Hiệp được chọn thay thế. Sau khi hoàn thành các cảnh quay, cả đoàn trở về đến thành phố Hồ Chí Minh thì phát hiện ra các cảnh quay đứa bé đã hỏng, họ phải tìm một đứa bé khác để quay lại những cảnh này. Một đứa trẻ bụi đời được phó  đạo diễn Trần Ngọc Phong chọn thay thế, hai tháng sau, kết quả in tráng film khiến những nỗ lực lần nữa bị đổ bể, các thước phim không sử dụng được vì lỗi kỹ thuật. Một đứa trẻ khác nữa được chọn đóng thế các cảnh bị hỏng.

### Phát hành
Giữa năm 1992, bộ phim Dấu ấn của quỷ được hoàn tất và chiếu thử tại rạp Bến Thành.
Tháng 4 năm 1993, nhà phê bình điện ảnh người Nhật, Tadao Sato, đã đến Việt Nam để xem các phim điện ảnh được sản xuất trong năm 1992 và đầu 1993. Cuối cùng, bộ phim Dấu ấn của quỷ (tên tiếng Anh là Devil's Mark) đã được chọn tham dự Liên hoan phim châu Á – Thái Bình Dương lần thứ 38 diễn tại thành phố Fukuoka. Ban Tổ Quốc Liên hoan phim cũng gửi thư mời đến Bộ Văn hóa Thông tin Việt Nam, nhưng điện ảnh Việt Nam đã không cử người đến tham dự.
Dấu ấn của quỷ là phim điện ảnh đầu tiên của Việt Nam giành giải quốc kể từ khi Việt Nam gia nhập Hiệp hội Điện ảnh châu Á- Thái Bình Dương (FPA).
Năm 1993, Dấu ấn của quỷ bị Bộ Văn hóa Thông tin cấm tham dự Liên hoan phim quốc tế Rotterdam; để bộ phim có mặt lại Liên hoan phim này, đạo diễn Việt Linh đã gợi ý họ mượn bản sao đang được Liên hoan phim châu Á-Thái Bình Dương lưu trữ.
Năm 2006, Dấu ấn của quỷ được mua lại từ Nhật Bản, cùng với Gánh xiếc rong, Chung cư và Mê Thảo - thời vang bóng được đạo diễn Việt Linh đưa đến triển lãm The Asia - Pacific Triennal of Contemporary Art (Tam niên nghệ thuật cận đại châu Á - Thái Bình Dương lần thứ 5) tại bảo tàng Queensland Art Gallery, Brisbane, Australia.

### Thông tin khác
Đây là lần đầu tiên Ngọc Hiệp đóng vai chính trong một bộ phim điện ảnh, trong phim cô có  cảnh quay gợi cảm. Chưa từng trải qua những vai diễn tương tự nên cô có phần ngại ngùng, Ngọc Hiệp mau mắn tìm được một cô gái yêu điện ảnh đóng thế cho mình.

## Giải thưởng
| Năm  | Sự kiện                                                  | Giải thưởng               | Nhận giải                     | Ghi chú      |
| ---- | -------------------------------------------------------- | ------------------------- | ----------------------------- | ------------ |
| 1993 | Liên hoan phim Việt Nam lần 10                           | Giải Ban Giám khảo        | (bộ phim)                     |              |
| 1993 | Liên hoan phim Việt Nam lần 10                           | Nữ diễn viên xuất sắc     | Ngọc Hiệp                     |              |
| 1993 | Liên hoan phim Việt Nam lần 10                           | Quay phim xuất sắc        | Đỗ Phương Toàn (Đoàn Quốc)    | [ 7 ]        |
| 1993 | Liên hoan phim Việt Nam lần 10                           | Họa sĩ xuất sắc           | Phạm Văn Ty (Phạm Hồng Phong) | [ 8 ]        |
| 1993 | Liên hoan phim quốc tế Fukuoka - Focus on Asia lần thứ 3 | Giải đặc biệt             | (bộ phim)                     | [ 9 ] [ 10 ] |
| 1993 | Giải thưởng Hội Điện ảnh Việt Nam                        | Giải B                    | (bộ phim)                     | [ 11 ]       |
| 1993 | Liên hoan phim Châu Á - Thái Bình Dương lần thứ 38       | Giải thưởng Ban giám khảo | (bộ phim)                     | [ 11 ]       |